# 2009年イタリアグランプリ
2009年イタリアグランプリは、2009年F1世界選手権第13戦として、2009年9月13日にモンツァ・サーキットで開催される。正式名称はFORMULA 1 Gran Premio Santander d'Italia 2009。

## 開催前
第10戦ハンガリーGPで負傷したフェラーリのフェリペ・マッサの代役としてルカ・バドエルが出走していたが、このイタリアGPからはフォース・インディアに所属していたジャンカルロ・フィジケラがフェラーリに移籍し、最終戦まで出走する。
フィジケラの後任は、フォース・インディアのテストドライバーのヴィタントニオ・リウッツィが務める。
モンツァは超高速サーキットでエンジンに対する負荷も大きく、エンジンの全開率は75%にもなる。そのため、マクラーレン、BMWザウバー、トロ・ロッソ、ウィリアムズF1、フォース・インディア、ブラウンGP、レッドブルのセバスチャン・ベッテルが新品エンジンを投入している。ベッテルとロバート・クビサは、レギュレーションでの規定数いっぱいの8台目のエンジンである。
また、高速サーキットであるために効果が見込めるとしてルノーがイタリアグランプリに限りKERSを搭載した。

## 予選

### 展開
気温27℃、路面温度40℃、湿度33％の条件下で予選がスタート

#### Q1
フェラーリのジャンカルロ・フィジケラが先頭でコースに入る。イタリア人ドライバーがフェラーリのステアリングを握り、イタリアグランプリに参戦するのはイヴァン・カペリ以来17年振りとあり、スタンドは沸きあがる。まずフィジケラがターゲットタイムをマークし、それをチームメイトのキミ・ライコネンが塗り替える。その後、ライコネンとブラウンGPのルーベンス・バリチェロの2人でトップタイムを更新し合う。更にそのタイムをブラウンGPのジェンソン・バトンとマクラーレンのルイス・ハミルトンが上回る。
残り時間が少なくなり、10番手以降の順位変動が激しくなる。残り1分を切り15番手タイムのウィリアムズの中嶋一貴が最後のアタックに入るが、1コーナーでミスをし、タイムを更新できない。
トヨタのティモ・グロック、ウィリアムズの2台とトロ・ロッソの2台がQ1敗退となった。
トップタイムはライコネンで、15番手のトヨタのヤルノ・トゥルーリまでの差が0.665秒、19番手のトロ・ロッソまでが1秒以内と大混戦のQ1となった。

#### Q2
気温27℃、路面温度40℃、湿度31％
バトンがハードタイヤを履き、先頭でコースに出る。4分を経過したところでBMWのニック・ハイドフェルドがエンジントラブルにより1コーナーでマシンを止めてしまう。6分を経過したところでバリチェロがハードタイヤで唯一1分22秒台をマークする。
9分を経過したところで今度はロバート・クビサもエンジントラブルにより1コーナーでマシンを止めてしまう。イタリアグランプリで2台とも新しいエンジンを投入したBMWはエンジントラブルで2台ともQ2敗退となった。特にクビサは、今回故障したエンジンが8台目であったので、以後は中古エンジンを使うか、10グリッド降格を受けて新品エンジンを使うしかなくなってしまった。

残り時間がなくなる中ノックアウトゾーンにいたフォース・インディアのヴィタントニオ・リウッツィが5番手に入り、トヨタのヤルノ・トゥルーリがノックアウトゾーンに落ちる。
トゥルーリ、ルノーのロマン・グロージャン、BMWの2台、フィジケラがQ2敗退となった。
フォース・インディアは初めて2台そろってQ3進出となった。Q3に進出したのは、ほとんどがメルセデスエンジンだった。

#### Q3
気温27℃、路面温度40℃、湿度32％
ライコネンが先頭でコースに出る。ブラウンGPの2台はピットに待機し出るタイミングを伺う。5分程経過したところでブラウンGPの2台がコースに出る。ブラウンGPの2台と、マクラーレンのヘイッキ・コバライネンはハードタイヤを選択。残り時間がなくなり、エイドリアン・スーティルがトップタイムをマークする。しかしハミルトンが再びトップタイムをマークし、ポールポジション獲得。2番手は自己最高グリッドのスーティル。フォース・インディアは前戦のフィジケラに続いてのフロントロー獲得。以下、ライコネン、コバライネン、バリチェロ、バトン、リウィッツィとメルセデスエンジンを搭載した6台全てが7番手までに入った。
フォース・インディアは2，7番手とストレートラインスピードが速いマシン特性を生かすことができた。一方そのフォース・インディアから移籍したフィジケラはフェラーリで初めてのレースということもあり、マシンに慣れることが出来ずに14番手となった。

### 結果
| 順位 | No | ドライバー                 | チーム                           | Q1       | Q2       | Q3       | グリッド |
| ---- | -- | -------------------------- | -------------------------------- | -------- | -------- | -------- | -------- |
| 1    | 1  | ルイス・ハミルトン         | マクラーレン・メルセデス         | 1'23.375 | 1'22.973 | 1'24.066 | 1        |
| 2    | 20 | エイドリアン・スーティル   | フォース・インディア・メルセデス | 1'23.576 | 1'23.070 | 1'24.261 | 2        |
| 3    | 4  | キミ・ライコネン           | フェラーリ                       | 1'23.349 | 1'23.426 | 1'24.523 | 3        |
| 4    | 2  | ヘイキ・コバライネン       | マクラーレン・メルセデス         | 1'23.515 | 1'23.528 | 1'24.845 | 4        |
| 5    | 23 | ルーベンス・バリチェロ     | ブラウン・メルセデス             | 1'23.483 | 1'22.976 | 1'25.015 | 5        |
| 6    | 22 | ジェンソン・バトン         | ブラウン・メルセデス             | 1'23.403 | 1'22.955 | 1'25.030 | 6        |
| 7    | 21 | ヴィタントニオ・リウッツィ | フォース・インディア・メルセデス | 1'23.578 | 1'23.207 | 1'25.043 | 7        |
| 8    | 7  | フェルナンド・アロンソ     | ルノー                           | 1'23.708 | 1'23.497 | 1'25.072 | 8        |
| 9    | 15 | セバスチャン・ベッテル     | レッドブル・ルノー               | 1'23.558 | 1'23.545 | 1'25.180 | 9        |
| 10   | 14 | マーク・ウェバー           | レッドブル・ルノー               | 1'23.755 | 1'23.273 | 1'25.314 | 10       |
| 11   | 9  | ヤルノ・トゥルーリ         | トヨタ                           | 1'24.014 | 1'23.611 |          | 11       |
| 12   | 8  | ロマン・グロージャン       | ルノー                           | 1'23.975 | 1'23.728 |          | 12       |
| 13   | 5  | ロバート・クビサ           | BMWザウバー                      | 1'24.001 | 1'23.866 |          | 13       |
| 14   | 3  | ジャンカルロ・フィジケラ   | フェラーリ                       | 1'23.828 | 1'23.901 |          | 14       |
| 15   | 6  | ニック・ハイドフェルド     | BMWザウバー                      | 1'23.584 | 1'24.275 |          | 15       |
| 16   | 10 | ティモ・グロック           | トヨタ                           | 1'24.036 |          |          | 16       |
| 17   | 17 | 中嶋一貴                   | ウィリアムズ・トヨタ             | 1'24.074 |          |          | 17       |
| 18   | 16 | ニコ・ロズベルグ           | ウィリアムズ・トヨタ             | 1'24.121 |          |          | 18       |
| 19   | 12 | セバスチャン・ブエミ       | トロ・ロッソ・フェラーリ         | 1'24.220 |          |          | 19       |
| 20   | 11 | ハイメ・アルグエルスアリ   | トロ・ロッソ・フェラーリ         | 1'24.951 |          |          | 20       |

## 決勝
予選終了後、トロ・ロッソのハイメ・アルグエルスアリはギヤボックスを交換したため、4レース1ギヤボックスの規定に違反したが、予選順位には変更はなかった。また、トヨタのヤルノ・トゥルーリはエンジンを交換しているが、使用エンジン台数が8台以内であるので、こちらもグリッドの変更はない。

### 展開
気温27℃、路面温度38℃、湿度37％
予選終了後の発表された燃料により、上位3台は2ストップ、4番手以降は全て1ストップ作戦であることが分かった。
レッドブルがハードタイヤを選択、マクラーレンはハミルトンがソフトタイヤ、コバライネンがハードタイヤ、ブラウンGPもバリチェロがハードタイヤ、バトンがソフトタイヤとチーム内でもタイヤ選択が分かれる。
スタートではライコネンがKERSを利用し、2番手に順位を上げる。同じくKERSを搭載したアロンソはスタートが悪く、
KERSのアドバンテージを生かすことができない。バリチェロもコバライネンをオーバーテイク。コバライネンは2コーナーでバリチェロを抜き返しにかかるが抜くことが出来ない。コバライネンはこれでやや失速、バトンが5コーナーでコバライネンのインをついていく。ウェバーが3コーナークビサと接触し、コースオフしてしまい、そのままリタイヤ。更にコバライネンはリウィッツィにも抜かれ、オープニングラップで順位を3つ下げた。アロンソは1周目でベッテルに抜かれるが、2周目に入り、2コーナーでベッテルを抜き返す。更にクビサもフロントウィングを破損しながらベッテルを抜いていく。
4周目に入りコバライネンはアロンソにも抜かれてしまう。同じく4周目にロズベルクがピットインし、ハードタイヤからソフトタイヤに交換する。9番手走行中のクビサは8周目に入りオレンジポールが提示され、9周目にピットインし、フロントウィングを交換。ここでタイヤもソフトタイヤからハードタイヤに変える。
ハミルトンはファステストラップで後方との差を離していく。ライコネンとスーティルは自己ベストでハミルトンを追っていく。ハミルトンはライコネンとの差をおよそ7秒離し、15周目に1回目のピットイン。ここでソフトタイヤからハードタイヤに変えてコースに戻る。15周目にクビサがリタイヤ。2番手走行中のスーティルは17周目にピットイン。スーティルもここでハードタイヤを履く。19周目にライコネンがピットイン。ライコネンはソフトタイヤのままでコースに戻る。2ストップ作戦をとった予選上位3台が1度目のピットストップを終え、3台の順位は変わらない。同じく19周目にアルグエルスアリがリタイヤ。23周目、4番手を走行していたリウィッツィがギアボックスのトラブルによりリタイヤ。
26周目に5番手を走行していたアロンソがピットイン、タイヤをハードタイヤに変えてコースに戻る。ここから1ストップのマシンのピットストップが始まる。27周目にコバライネンとベッテル、28周目にはバトンがピットイン。チームメイトのバリチェロは次の周にピットイン。後半はバトンがハードタイヤ、バリチェロがソフトタイヤ。30周目には地元グランプリのフィジケラがフェラーリで初めてのピットストップを行う。
32周目にハミルトンはファステストラップをマークし、後続との差を引き離しにかかる。そのハミルトンは34周目にピットイン。しかしブラウンGPの2台に先を行かれてしまう。36周目にトップを走行中のライコネンがファステストラップをマークするが、2番手のスーティルもファステストラップをマークし、37周目に2台同時にピットイン。しかしスーティルは今期初ポイントがかかっているプレッシャーからかオーバーシュートしてしまい、ピットクルーを轢いてしまう。更にこの際に右のミラーを破損してしまう。上位勢のピットインが全て終わり、2ストップ作戦をとった予選上位3台の前に1ストップ作戦のブラウンGPのワンツー体勢となった。
10周を切ってバリチェロがトップを独走態勢。ハミルトンが2番手バトンに2秒差まで迫る。5番手スーティルはライコネンとの差を1秒以内に保ったまま周回を重ねていく。表彰台圏内3番手走行中のハミルトンは更なる順位アップを狙い、残り1周でバトンとの差を1秒までに縮め、更にプッシュする。しかしそれが仇となり4コーナーでウォールに単独クラッシュしリタイヤ。順位もポイント圏外まで落ちる。その結果4番手以下の順位が1つずつ繰り上がり、9番手だったベッテルが8番手とポイント圏内に入った。
レースはそのままバリチェロが優勝し、ヨーロッパグランプリに続く今期2勝目、チームとしては4度目のワンツーフィニッシュ。バリチェロが優勝でのワンツーフィニッシュは初である。3位は4戦連続表彰台のライコネン。4位はスーティルがフォース・インディアでの初ポイントを獲得し、チームは2戦連続でポイント獲得となった。以下、アロンソ、コバライネン、ハイドフェルド、ベッテルまでがポイント獲得。
この結果、ワールドチャンピオン争いはトップのバトンが80p、2位のバリチェロが66p、3位ベッテルが54p、4位ウェバーが51.5pとなり、実質ブラウンGP勢の一騎討ちとなった。

### 結果
| 順位 | No | ドライバー                 | チーム                           | 周回数 | タイム/リタイア    | グリッド | ポイント |
| ---- | -- | -------------------------- | -------------------------------- | ------ | ------------------ | -------- | -------- |
| 1    | 23 | ルーベンス・バリチェロ     | ブラウン・メルセデス             | 53     | 1:16:21.706        | 5        | 10       |
| 2    | 22 | ジェンソン・バトン         | ブラウン・メルセデス             | 53     | +2.866             | 6        | 8        |
| 3    | 4  | キミ・ライコネン           | フェラーリ                       | 53     | +30.664            | 3        | 6        |
| 4    | 20 | エイドリアン・スーティル   | フォース・インディア・メルセデス | 53     | +31.131            | 2        | 5        |
| 5    | 7  | フェルナンド・アロンソ     | ルノー                           | 53     | +59.182            | 8        | 4        |
| 6    | 2  | ヘイキ・コバライネン       | マクラーレン・メルセデス         | 53     | +1'00.693          | 4        | 3        |
| 7    | 6  | ニック・ハイドフェルド     | BMWザウバー                      | 53     | +1'02.412          | 15       | 2        |
| 8    | 15 | セバスチャン・ベッテル     | レッドブル・ルノー               | 53     | +1'05.407          | 9        | 1        |
| 9    | 3  | ジャンカルロ・フィジケラ   | フェラーリ                       | 53     | +1'06.856          | 14       |          |
| 10   | 17 | 中嶋一貴                   | ウィリアムズ・トヨタ             | 53     | +2'42.163          | 17       |          |
| 11   | 10 | ティモ・グロック           | トヨタ                           | 53     | +2'43.925          | 16       |          |
| 12   | 1  | ルイス・ハミルトン         | マクラーレン・メルセデス         | 52     | +1 Lap             | 1        |          |
| 13   | 12 | セバスチャン・ブエミ       | トロ・ロッソ・フェラーリ         | 52     | +1 Lap             | 19       |          |
| 14   | 9  | ヤルノ・トゥルーリ         | トヨタ                           | 52     | +1 Lap             | 11       |          |
| 15   | 8  | ロマン・グロージャン       | ルノー                           | 52     | +1 Lap             | 12       |          |
| 16   | 16 | ニコ・ロズベルグ           | ウィリアムズ・トヨタ             | 51     | +2 Laps            | 18       |          |
| Ret  | 21 | ヴィタントニオ・リウッツィ | フォース・インディア・メルセデス | 22     | トランスミッション | 7        |          |
| Ret  | 11 | ハイメ・アルグエルスアリ   | トロ・ロッソ・フェラーリ         | 19     | ギアボックス       | 20       |          |
| Ret  | 5  | ロバート・クビサ           | BMWザウバー                      | 15     | エンジン           | 13       |          |
| Ret  | 14 | マーク・ウェバー           | レッドブル・ルノー               | 0      | アクシデント       | 10       |          |